# Лендерт ван Діс
Лендерт ван Діс (нід. Leendert van Dis, 20 серпня 1944) — нідерландський академічний веслувальник.
Срібний призер Олімпійських Ігор 1968 року в складі парної двійки.